# Okręg Korpusu Nr III
Okręg Korpusu Nr III (OK III) – okręg wojskowy Wojska Polskiego II RP w latach 1921-1939 z siedzibą dowództwa w garnizonie Grodno.

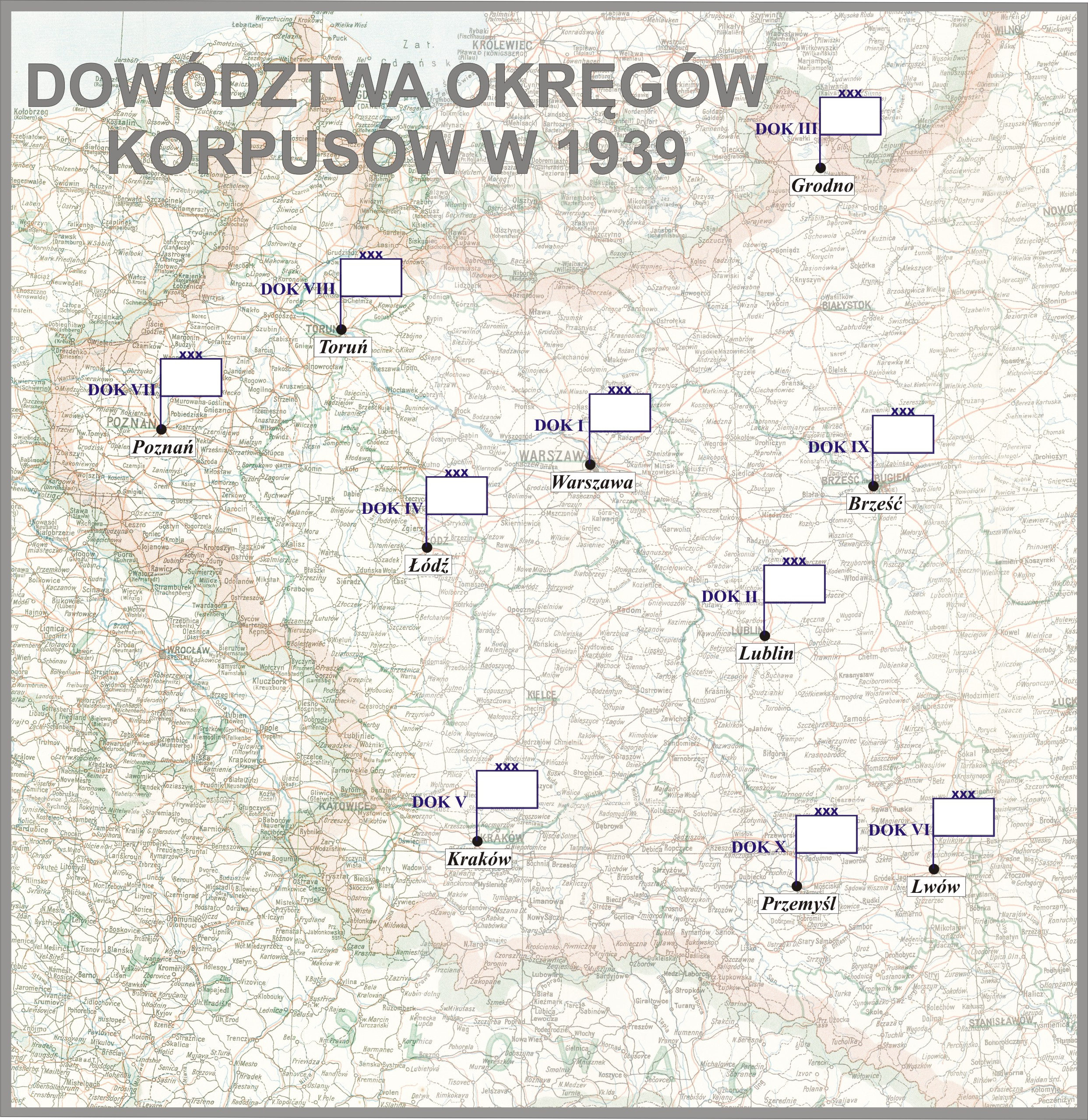
DOK w 1939

## Zasięg terytorialny okręgu
Na podstawie rozkazu O. I. Szt. Gen. 6443.Org. ministra spraw wojskowych z dniem 1 września 1924 z Okręgu Korpusu Nr I wyłączone zostały powiaty: białostocki, szczuczyński i wysokomazowiecki, i wcielone do Okręgu Korpusu Nr III, do rejonu służb Grodno. W związku z powyższym dowódcy Okręgu Korpusu Nr III podporządkowano: Dowództwo 1 Dywizji Kawalerii, Dowództwo Artylerii Konnej 1 Dywizji Kawalerii, 10 puł., 8 dak, szw. zapas. 1 puł., szw. zapas. 2 puł., składnicę wojenną 1 pap Leg., OZM Nr III, PKU Białystok, Szpital Rejonowy Białystok, Filię Rejonowego Zakładu Gospodarczego, oficera łączności WWKol. Wilno w Białymstoku, 9 psk w Grajewie i Komendę Obozu Warownego w Osowcu. Pod względem terytorialnym w OK III pozostał III/42 pp w Osowcu oraz I i II/42 pp w Białymstoku.
Okręg Korpusu Nr III obejmował swoim zasięgiem (...)

## Jednostki i instytucje wojskowe stacjonujące na obszarze OK III

### Wyższe dowództwa
- Inspektorat Armii Nr I w Wilnie (1922-1926)
- Inspektorat Jazdy przy Inspektoracie Armii Nr I w Wilnie (1921-1924)
- Inspektorat Armii z siedzibą w Wilnie (1926-1939)
- Dowództwo Okręgu Korpusu Nr III w Grodnie
- Dowództwo Obozu Warownego „Wilno” → Dowództwo Obszaru Warownego „Wilno”
- Dowództwo Obszaru Warownego „Wilno” w Wilnie

### Wielkie jednostki, oddziały i pododdziały broni
Piechota
- Dowództwo 1 Dywizji Piechoty Legionów w Wilnie
- Dowództwo 19 Dywizji Piechoty w Wilnie
- Dowództwo 29 Dywizji Piechoty w Grodnie
- Kadra Zapasowa Piechoty Grodno (1939)

Kawaleria
- III Brygada Jazdy (1921-1924)
- 3 Samodzielna Brygada Kawalerii (1924-1937)
- Wileńska Brygada Kawalerii (1937-1939)
- Suwalska Brygada Kawalerii (1937-1939)
- Podlaska Brygada Kawalerii (1937-1939)

Artyleria
- 3 Grupa Artylerii
- 7 batalion pancerny w Grodnie
  - wydzielona kompania czołgów TK w Wilnie
- 3 dywizjon żandarmerii w Grodnie
- Centralna Szkoła Podoficerów Korpusu Ochrony Pogranicza w Osowcu (podlegała Dowódcy Okręgu wyłącznie pod względem jurysdykcji garnizonowej za pośrednictwem  Dowódcy Brygady KOP)

### Oddziały i zakłady służb
Służba sprawiedliwości
- Wojskowy Sąd Okręgowy Nr III → Wojskowy Sąd Okręgowy Nr 3
- Prokuratura przy Wojskowym Sądzie Okręgowym Nr III → Wojskowa Prokuratura Okręgowa Nr 3

W czerwcu 1924 roku Sąd i Prokuratura zostały przeniesione z Grodna do Wilna i umieszczone w lokalu przy ulicy Sobocz 17.
- Wojskowy Sąd Rejonowy Grodno
- Wojskowy Sąd Rejonowy Lida
- Wojskowy Sąd Rejonowy Wilno
- Wojskowe Więzienie Śledcze Nr 3

Służba zdrowia
- Kierownictwo Rejonu Sanitarnego Grodno
- Kierownictwo Rejonu Sanitarnego Lida
- Kierownictwo Rejonu Sanitarnego Wilno

- Szpital Okręgowy Nr III w Wilnie (do 1925) → Szpital Obozu Warownego „Wilno”
- Szpital Rejonowy Grodno (do 1925) → 3 Szpital Okręgowy
- 3 Szpital Okręgowy w Grodnie (1925-1939)

- Szpital Rejonowy Lida (1919-1926) → GICh
- Szpital Rejonowy Suwałki (1921-1925) → GICh
- Filia w Wołkowysku Szpitala Rejonowego Suwałki (1919-1923) → GICh

- Szpital Sezonowy w Druskienikach (1926-1939)

- 3 batalion sanitarny (1922-1931) → kadra zapasowa 3 Szpitala Okręgowego w Sokółce

- Garnizonowa Izba Chorych w Białymstoku
- Garnizonowa Izba Chorych w Lidzie
  - komendant – mjr lek. Marian Buczyński (1926 – VIII 1929)
- Garnizonowa Izba Chorych w Nowej Wilejce[4]
- Garnizonowa Izba Chorych w Suwałkach
- Garnizonowa Izba Chorych w Wołkowysku (1923-1927)

Służba intendentury
- Składnica Materiału Intendenckiego Nr 3 w Grodnie
  - Kadra Zapasowa Służby Intendentury Nr 3
- Składnica Materiału Intendenckiego Nr 12 w Wilnie
  - Kadra Zapasowa Służby Intendentury Nr 12
- Składnica Materiału Intendenckiego Nr 13 w Białymstoku
  - Kadra Zapasowa Służby Intendentury Nr 13

Służba uzupełnień (poborowa)

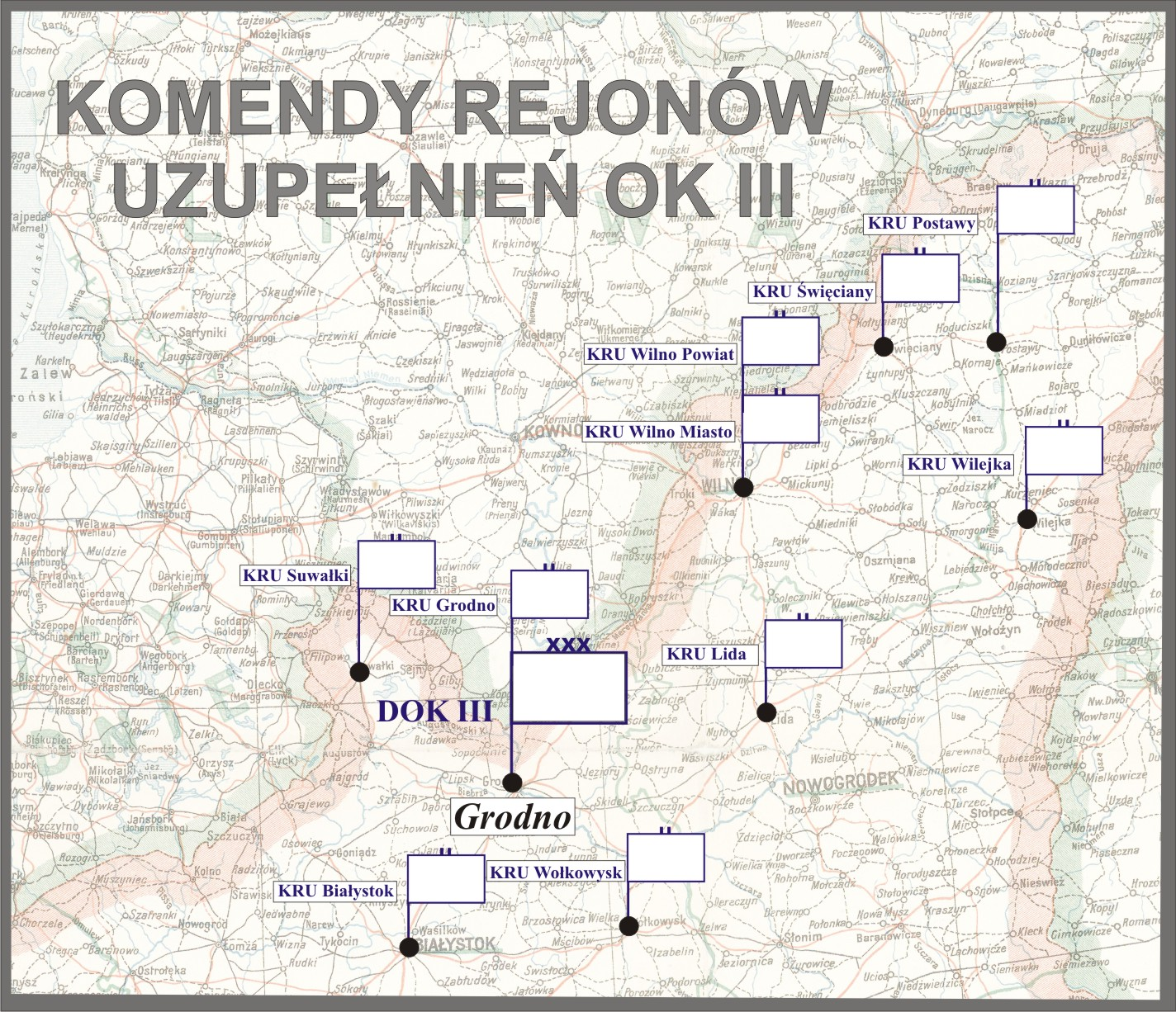
Komendy rejonów uzupełnień DOK III

- Powiatowa Komenda Uzupełnień Augustów w Sokółce (1921–1927)
- Powiatowa Komenda Uzupełnień Wołkowysk (1927–1938)
- Powiatowa Komenda Uzupełnień Postawy (1927–1938)
- Powiatowa Komenda Uzupełnień Mołodeczno w Wilejce (1921–1927) → PKU Wilejka (1927–1938)
- Komenda Rejonu Uzupełnień Białystok (1938–1939)
- Komenda Rejonu Uzupełnień Grodno (1938–1939)
- Komenda Rejonu Uzupełnień Lida (1938–1939)
- Komenda Rejonu Uzupełnień Postawy (1938–1939)
- Komenda Rejonu Uzupełnień Suwałki (1938–1939)
- Komenda Rejonu Uzupełnień Święciany (1938–1939)
- Komenda Rejonu Uzupełnień Wilejka (1938–1939)
- Komenda Rejonu Uzupełnień Wilno Miasto (1938–1939)
- Komenda Rejonu Uzupełnień Wilno Powiat (1938–1939)
- Komenda Rejonu Uzupełnień Wołkowysk (1938–1939)